# 新乡乡
新乡乡（羅馬化：xit xie），是中华人民共和国四川省凉山彝族自治州越西县曾经下辖的一个乡。2021年1月12日，撤销新乡乡、马拖乡和五里箐乡，设立马拖镇。以原新乡乡、原马拖乡和原五里箐乡马扎村所属行政区域为马拖镇的行政区域。

## 行政区划
新乡乡撤销前下辖以下地区：
友谊村、瓦吉村、波木村、塔普村、依觉村、地达村、觉巴村、哈布村和作呷村。